# Irene Eijs
Irene Elisabeth Maria Eijs, nizozemska veslačica, * 6. december 1966, Wassenaar, Zuid-Holland.
Eijsova je za Nizozemsko nastopila na Poletnih olimpijskih igrah 1996 v Atlanti. Veslala je v dvojnem dvojcu z Eeke van Nes, osvojili pa sta bronasto medaljo. 